# Meik Gerhards
Meik Gerhards (* 20. April 1970 in Waldbröl) ist ein deutscher evangelisch-lutherischer Theologe. Er vergleicht die Texte des Alten Testaments mit den Religionen der Umwelt (Religionsgeschichte).

## Leben
Meik Gerhards studierte evangelische Theologie an den Universitäten Bonn, Göttingen und Marburg. Dort studierte er anschließend auch orientalische Sprachen (u. a. Akkadisch, Hethitisch, Arabisch) und führte ein Promotionsstudium durch. Er war von 1999 bis 2004 wissenschaftlicher Mitarbeiter am Fachbereich Evangelische Theologie in Marburg und am Institut für Evangelische Theologie an der Justus-Liebig-Universität Gießen. Nach der Promotion 2005 im Fach Altes Testament an der Philipps-Universität Marburg war er von 2007 bis 2014 wissenschaftlicher Mitarbeiter und Lehrbeauftragter an der Theologischen Fakultät der Universität Rostock, an der 2010 auch seine Habilitation im Fach Altes Testament erfolgte. Von 2014 bis 2020 war er Wissenschaftlicher Mitarbeiter am Institut für Evangelische Theologie der Universität zu Köln. Zum Wintersemester 2020/21 wurde er Lektor für Biblisches Hebräisch an der Theologischen Fakultät der Humboldt-Universität zu Berlin. Gerhards ist Glied der Evangelisch-Lutherischen Gemeinde Berlin-Mitte in der SELK und doziert auch an der Lutherischen Theologischen Hochschule in Oberursel, die in Trägerschaft dieser Kirche ist.

## Forschung
Gerhards betreibt seit seiner Dissertation über die Aussetzungsgeschichte des Mose (Ex 2,1–10 ) alttestamentliche Exegese mit einem religions- und traditionsgeschichtlichen Schwerpunkt. Dabei hat er in verschiedenen Arbeiten insbesondere Beziehungen zwischen biblischen Texten und Texten der Keilschriftkulturen Mesopotamiens (Gilgamesch-Epos; Ludlul bēl nēmeqi) sowie Kleinasiens (hethitische Texte) untersucht. In einer Monographie wendet er sich auch dem Verhältnis biblischer Texte zu Homer zu und bezieht damit den antiken griechischen Raum in die weitere Umwelt des Alten Testaments ein. Darüber hinaus hat Gerhards religionsgeschichtliche Arbeiten vorgelegt, die sich mit der Frage eines möglichen Einflusses vorderorientalischer Indoarier in Palästina beschäftigen. Danach könnten mit den sog. „Hethitern“, die im Alten Testament unter den Vorbewohnern des Landes erwähnt sind (Gen 15,20 und öfter ), hurritisch-indoarische Kreise gemeint sein, die mit der Oberschicht des Reiches von Mittani verwandt waren. Mögliche religionsgeschichtliche Konsequenzen zeigen Arbeiten zum Namen „Arauna“ sowie zum Tempelweihspruch in 1 Kön 8,23–53  auf.
In seiner Habilitationsschrift zum Hohelied tritt Gerhards für eine einheitliche Lesart als Monolog der Frau ein sowie dafür, dass das Hohelied von vornherein als religiös-allegorische Dichtung entstanden ist. Das religiös-allegorische Verständnis, das in der jüdischen und christlichen Auslegungstradition bis in die Neuzeit hinein weit überwiegend vertreten wurde, entspreche danach im Kern der ursprünglichen Intention des Buches.
Mit der religions- und traditionsgeschichtlich orientierten Exegese verbindet sich bei Gerhards das Interesse, alttestamentliche Texte theologisch fruchtbar zu machen. Dazu dient einerseits der Versuch, die Texte mithilfe von philosophischen Fragen und Konzepten zu erschließen. In der Monographie Conditio humana werden Texte aus dem Gilgamesch-Epos und der biblischen Urgeschichte (Gen 2–3 , Gen 11,1–9 ) mithilfe eines hermeneutischen Konzepts erschlossen, das Einsichten der Philosophischen Anthropologie aufnimmt; in der Monographie Gott und das Leiden werden die babylonische Dichtung Ludlul bēl nēmeqi und das Hiobbuch mit philosophischen Positionen zur Leidensfrage ins Gespräch gebracht. Einen anderen Weg der theologischen Erschließung sieht Gerhards in dem Versuch, Anschluss an die traditionelle („vormoderne“) christliche Exegese zu gewinnen und alttestamentliche Texte als Texte der einen Heiligen Schrift zu verstehen, ohne Methoden und Einsichten der neuzeitlichen, historisch-kritischen Exegese aufzugeben. In dem Aufsatz Zur Aktualität des Vormodernen und in der Monographie Simson als Bild Christi schlägt er einen Rückgriff auf die altkirchliche und mittelalterliche Lehre vom mehrfachen Schriftsinn vor, der es ermöglichen soll, historische Kritik in der Erforschung des Literalsinns und Ansätze der kirchlichen Auslegungstradition als Anwendungen des ursprünglichen Sinns miteinander zu verbinden. In der Monographie Protevangelium schlägt er vor, die christlich-typologische Exegese des Alten Testaments wiederzuentdecken, und wendet diese exemplarisch auf die Szene der Bekleidung der ersten Menschen mit Fellröcken an (Gen 3,21 ). In diesen Kontext gehört auch eine Monographie zum Buch Rut (Der Ursprung Davids), die in Abgrenzung von feministischen und sozialgeschichtlichen Auslegungen herausarbeitet, dass dieses biblische Buch mithilfe einer typologischen Bedeutungsebene messianische Hoffnung in das alttestamentliche Geschichtsbild einträgt, auf die die christliche Rezeption in nachvollziehbarer Weise zurückgreift.
Zudem hat Gerhards Artikel zum Wissenschaftlichen Bibellexikon (wibilex) beigesteuert, die sich mit der Geschichte der alttestamentlichen Exegese (Franz Delitzsch; Julius Wellhausen) sowie der Wirkung des Alten Testaments in der neueren Geistesgeschichte, etwa bei Hugo Grotius, Johann Wolfgang von Goethe oder Sigmund Freud, beschäftigen.

## Schriften (Auswahl)
Monographien
- Die Aussetzungsgeschichte des Mose. Literar- und traditionsgeschichtliche Untersuchungen zu einem Schlüsseltext des nichtpriesterlichen Tetrateuch. Neukirchen-Vluyn 2006, ISBN 3-7887-2137-5.
- Studien zum Jonabuch. Neukirchen-Vluyn 2006, ISBN 3-7887-2181-2.
- Heilige Schrift und Schöpfungsglaube. Überlegungen zur Grundlegung und einem Modellfall Biblischer Theologie. Berlin 2010, ISBN 978-3-643-10767-1.
- Das Hohelied. Studien zu seiner literarischen Gestalt und theologischen Bedeutung. Leipzig 2010, ISBN 978-3-374-02794-1.
- Conditio humana. Studien zum Gilgameschepos und zu Texten der biblischen Urgeschichte am Beispiel von Gen 2–3 und 11,1–9. Neukirchen-Vluyn 2013, ISBN 978-3-7887-2707-9.
- Homer und die Bibel. Studien zur Interpretation der Ilias und ausgewählter alttestamentlicher Texte. Neukirchen-Vluyn 2015, ISBN 3-7887-2962-7.
- Protevangelium. Zur Frage der kanonischen Geltung des Alten Testaments und seiner christologischen Auslegung. Stuttgart 2017, ISBN 978-3-460-03374-0.
- Gott und das Leiden. Antworten der babylonischen Dichtung Ludlul bēl nēmeqi und des biblischen Hiobbuches. Frankfurt am Main 2017, ISBN 3-631-73270-8.
- Der Ursprung Davids. Studien zum Buch Rut im Alten Testament und in der Hebräischen Bibel, Stuttgart 2019, ISBN 978-3-460-03464-8.
- Simson als Bild Christi. Zum christlichen Verstehen des Alten Testaments am Beispiel einer Heldengeschichte, Göttingen 2022, ISBN 978-3-8469-0379-7.

Aufsätze
a) Zur Religionsgeschichte und biblisch-altorientalischen Beziehungen
- Arauna. Zu einer möglichen Spur indoarischen Einflusses im vordavidischen Jerusalem, Ugarit-Forschungen 40 (2009), 345–404.
- Die biblischen Hethiter, Welt des Orients 39 (2009), 145–179.
- Die Selbstrechtfertigung des Prexaspes (Herodot III 62,3–4) als Zeugnis für den persischen Auferstehungsglauben, Biblische Notizen 143 (2009), 119–133.
- Die Sonne lässt am Himmel erkennen Jahwe... – Text- und religionsgeschichtliche Überlegungen zum Tempelweihspruch aus I Reg 8,12f.(M) / III Reg 8,53a (LXX), Ugarit-Forschungen 42 (2010), 191–260.
- Hethitische und biblische Historiographie, in: Manfred Hutter (Hg.), Themen und Traditionen hethitischer Kultur in biblischer Überlieferung, Biblische Notizen 156 (2013), 107–129.
- Noch einmal: Heiliger Fels und Tempel, Ugarit-Forschungen 45 (2014), 161–200.
- Die Gerechtigkeit der Ischtar will ich erzählen. – Autobiographie als Bekenntnis im Großen Text Hattusilis III., in: Michael Meyer-Blanck (Hg.), Geschichte und Gott. XV. Europäischer Kongress für Theologie (14.–18. September 2014 in Berlin), Leipzig 2016, 354–380, ISBN 978-3-374-04167-1.

b) Zur Exegese
- The Song of Solomon as an Allegory. Historical Considerations, in: Annette Schellenberg / Ludger Schwienhorst-Schönberger (Hgg.), Interpreting the Song of Songs – Literal or Allegorical?, Leuven 2016, 51–77, ISBN 978-90-429-3374-3.

c) Zur Hermeneutik des Alten Testaments
- Zur Aktualität des Vormodernen. Exegetische Überlegungen zur Hoheliedkommentierung von Abraham Calov, in: Ludger Schwienhorst-Schönberger (Hg.), Das Hohelied im Konflikt der Interpretationen, Österreichische Bibelstudien 47, Frankfurt (M.) 2017, 119–184, ISBN 3-631-68123-2.